# 伊利胡·耶鲁
伊利胡·耶鲁（英語：Elihu Yale，1649年4月5日—1721年7月8日），英屬美洲慈善家，是耶鲁大学的捐助人，耶鲁大学因其而命名。

## 生平
伊利胡·耶鲁生于马萨诸塞州的波士顿，父亲是大卫·耶鲁（David Yale，1613年－1690年），母亲是Ursula Knight（1624年－1698年）。
耶鲁在不列颠东印度公司工作了20年，從低階文書晉升到馬德拉斯執政者，貪汙了巨大的財富。
1718年，他为在康涅狄格州的耶鲁大学前身康乃狄克大學學院 (Collegiate School) 捐赠了一批图书以及一批货物，Collegiate School通过拍卖这批货物得到了560磅，这在当时是一笔巨款，因此该学校为感谢耶鲁先生，而将校名改为耶鲁学院，也就是后来的耶鲁大学。

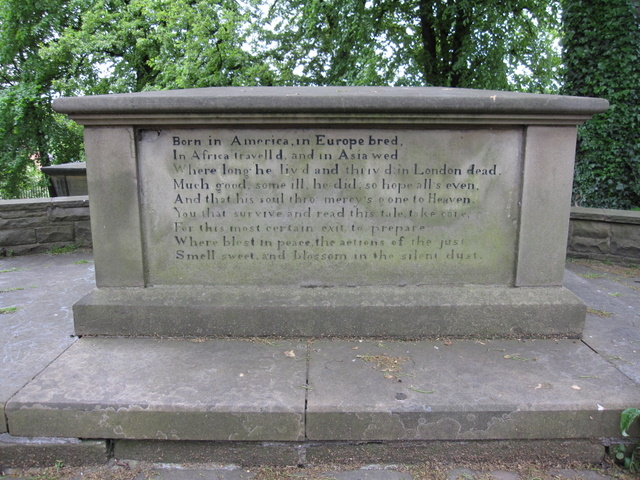
耶鲁的墓地位于雷克斯汉姆圣吉尔斯教堂